# Прухново (Ходзезький повіт)
Прухново (пол. Próchnowo, нім. Rochnau) — село в Польщі, у гміні Марґонін Ходзезького повіту Великопольського воєводства.
Населення — 547 осіб (2011).
У 1975-1998 роках село належало до Пільського воєводства.

## Демографія
Демографічна структура станом на 31 березня 2011 року:
|          | Загалом | Допрацездатний вік | Працездатний вік | Постпрацездатний вік |
| -------- | ------- | ------------------ | ---------------- | -------------------- |
| Чоловіки | 285     | 68                 | 195              | 22                   |
| Жінки    | 262     | 59                 | 153              | 50                   |
| Разом    | 547     | 127                | 348              | 72                   |